# Highest Duty: My Search for What Really Matters
Highest Duty: My Search for What Really Matters é um livro de memórias estadunidense de 2009 escrito por Chesley Sullenberger e Jeffrey Zaslow, os quais descrevem o voo US Airways 1549, incidente ocorrido no início daquele ano.
Clint Eastwood dirigiu Sully (2016), adaptação cinematográfica baseada na história do livro, rendendo-lhe indicação ao Critics' Choice Movie Awards e ao Satellite Awards de melhor roteiro adaptado.